# Мичел Бьоргзорг
Мичел Джордж Бьоргзорг (първите две имена на английски, фамилията на нидерландски: Mitchell George Burgzorg, на нидерландски фамилията се произнася по-близко до Бюрхзорх) е нидерландски футболист от суринамски произход, дефанзивен полузащитник или десен защитник. Роден е на 25 юли 1987 г. в град Зандам, Нидерландия. От 25 май 2012 г. е състезател на Лудогорец (Разград) . На 17 юни 2014 г. подписва двегодишен договор със Славия .

## Кариера
Бьоргзорг е юноша на аматьорския отбор от родния му град Хелас Спорт Комбинати и Аякс (Амстердам). Като професионалист е играл в нидерландските ХФК Харлем (2006 – 2008), НЕК Неймеген (2008 – 2010) и ФК Алмере Сити (2010 – 2012).

## „Лудогорец“
Дебютира за Лудогорец в А ПФГ на 16 септември 2012 г. с гол при победата в Ловеч срещу Литекс с 2 – 0 . Вторият си гол за Лудогорец в А ПФГ отбелязва на 29 септември 2012 г. в срещата Локомотив (Пловдив)-Лудогорец 2 – 5 .

## Успехи

### „Лудогорец“
- Шампион на България: 2012 – 13, 2013 – 14
- Носител на купата на България: 2014
- Носител на суперкупата на България: 2012